# Kriminologisches Journal
Das Kriminologische Journal (KrimJ)  ist eine gesellschaftskritische kriminologische Fachzeitschrift. Sie erscheint vierteljährlich im Beltz Juventa Verlag und hat eine Druck-Auflage von 450 (Stand  2022).
Das Journal wurde seit 1969 im Namen des Arbeitskreises Junger Kriminologen (AJK) herausgegeben (der inzwischen aber nicht mehr als Herausgeber genannt wird) und steht in der Tradition der Kritischen Kriminologie. Redaktionsmitglieder sind 2022 Simon Egbert (Universität Bielefeld), Christine Graebsch (Fachhochschule Dortmund), Andrea Kretschmann (Leuphana Universität Lüneburg), Dirk Lampe (Deutsches  Jugendinstitut, München), Dörte Negnal (Universität Siegen), Lars Ostermeier (Freie Universität Berlin), Jens Puschke (Universität Marburg), Tobias Singelnstein (Universität Frankfurt am Main), Katja Thane (Universität Bremen).